# Raiffeisenbank Böllingertal
Die Raiffeisenbank Böllingertal eG ist eine Genossenschaftsbank mit Sitz im Stadtteil Biberach in der kreisfreien baden-württembergischen Stadt Heilbronn.

## Geschichte
Die heutige Raiffeisenbank Böllingertal eG wurde am 20. Juli 1913 in Biberach gegründet und entstand im Jahr 1970 durch die Fusion der Raiffeisenbank Bonfeld eGmbH mit dem Sitz im Stadtteil Bonfeld von Bad Rappenau mit der Raiffeisenbank Biberach eGmbH mit dem Sitz in Biberach.

## Rechtsverhältnisse
Die Raiffeisenbank Böllingertal eG ist im Genossenschaftsregister beim Amtsgericht Stuttgart unter GnR 100028 eingetragen.

## Organisationsstruktur
Rechtsgrundlagen sind das Genossenschaftsgesetz und die durch die Generalversammlung beschlossene Satzung. Organe der Bank sind der Vorstand, der Aufsichtsrat und die Generalversammlung.

## Sicherungseinrichtung
Die Raiffeisenbank Böllingertal eG ist der amtlich anerkannten Sicherungseinrichtung des Bundesverbandes der Deutschen Volksbanken und Raiffeisenbanken GmbH und der zusätzlichen freiwilligen Sicherungseinrichtung des Bundesverbandes der Deutschen Volksbanken und Raiffeisenbanken e.V. angeschlossen.

## Geschäftsausrichtung
Die Raiffeisenbank Böllingertal eG betreibt das Universalbankgeschäft. Im Verbundgeschäft arbeitet sie mit der DZ Bank, R+V Versicherung, Bausparkasse Schwäbisch Hall, Teambank, VR Leasing, DZ Hyp und der Union Investment zusammen.

## Geschäftsgebiet
Das Geschäftsgebiet liegt im Nordwesten von Heilbronn.
Neben der Geschäftsstelle am Sitz der Bank werden keine weiteren Geschäftsstellen betrieben.